# Asociación Mutual Social y Deportiva Atlético de Rafaela
L'Asociación Mutual Social y Deportiva Atlético de Rafaela és un club de futbol argentí de la ciutat de Rafaela.
El club també té seccions de basquetbol, hoquei sobre herba, gimnàstica, patinatge sobre rodes, frontó, tir, natació, tennis i voleibol.

## Història
El club va néixer amb el nom Club Atlético Argentino de Rafaela el 1907. El 1915 esdevingué Club Atlético de Rafaela. És convertí en una associació sense ànim de lucre el 1988 adoptant el nom Asociación Mutual Social y Deportiva Atlético de Rafaela.

## Palmarès
- Torneo del Interior: 1
  - 1988-89[5]
- Primera B Nacional: 2
  - 2002-03,[6] 2010-11[7]
- Copa Ciudad de Rosario: 1
  - 2012[8]
- Copa Centenario Patronato de Paraná: 1
  - 2014[9]